# Union Bay Indian Reserve 4
Union Bay Indian Reserve 4 (franska: Réserve indienne Union Bay 4) är ett reservat i Kanada.   Det ligger i provinsen British Columbia, i den södra delen av landet, 3 600 km väster om huvudstaden Ottawa.
Runt Union Bay Indian Reserve 4 är det tätbefolkat, med 286 invånare per kvadratkilometer.